# برلوه (ناحیه تشسکی کروملوف)
برلوه (به چکی: Brloh) یک منطقهٔ مسکونی در جمهوری چک است که در ناحیه تشسکی کروملوو واقع شده‌است. برلوه ۴۶٫۱۸ کیلومتر مربع مساحت و ۱٬۰۳۷ نفر جمعیت دارد و ۵۶۸ متر بالاتر از سطح دریا واقع شده‌است.